# Retablos del Santuario de la Virgen de la Caridad (Illescas)
Los Retablos del Santuario de Nuestra Señora de la Caridad, en Illescas (Toledo) están formados por un conjunto de arquitectura y escultura en madera, y de pintura sobre lienzo, realizado por el Greco entre 1603 y 1605. Los desacuerdos entre el artista y los administradores de esta institución supusieron un litigio que acabó en la ruina económica del Greco, y seguramente también le causaron un gran desánimo personal.

## Introducción
La iglesia del Santuario de Nuestra Señora de la Caridad fue construida bajo la dirección de Nicolás de Vergara el Mozo entre 1592 y 1600. Presumiblemente, el Greco ya había realizado para este santuario el lienzo San Ildefonso, cuya extraordinaria calidad determinó la adjudicación del contrato posterior, que se firmó el 18 de junio de 1603, con el compromiso de tener el trabajo terminado antes del 31 de agosto del año siguiente. No se conserva el documento inicial, pero sí su ratificación, en la que firman como contratantes Domingo Griego y Jorge Manuel, "pintores". Entre 1603 y 1605, el Greco diseñó y dirigió la decoración de la Iglesia, que incluía las estructuras del retablo central, de cuatro retablos laterales, de la obra escultórica, y de los lienzos colocados en el retablo central, en la bóveda superior, y en los dos lunetos laterales. 
Teniendo la experiencia y los medios necesarios, el Greco debió plantear este trabajo como la culminación de su actividad artística, donde forma y contenido se coordinaran de manera compleja pero armónica.Es el conjunto más ambicioso de los realizados por el artista hasta aquel momento. La escala y el estilo de los retablos es manierista, donde cada retablo es una entidad separada, relacionada con las demás, pero sin la sensación de hacinamiento de los retablos barrocos.
Un estudio de Enriqueta Harris considera el presbiterio como el primer ejemplo de conjunto barroco, un Theatrum sacrum concebido para ser contemplado desde un solo punto de vista. Wethey está en desacuerdo en ello por dos razones. Por un lado, Caravaggio ya había realizado —entre 1600 y 1601— las dos pinturas de la Capilla Cerasi, en la Basílica de Santa María del Popolo, que deben ser contempladas lateralmente, desde un único punto de vista. Por otro lado, es dudoso afirmar que el Greco logró una concepción barroca, cuando algunos de sus elementos han sido cambiados de lugar, destruidos o sustituidos por copias.

## El Presbiterio
El programa iconográfico del presbiterio era complejo, pero de gran coherencia, girando en torno a la imagen de la Virgen —centrando el gran retablo— alojada en un hornacina bajo un arco de medio punto. En la parte superior de la bóveda estaba la La coronación de la Virgen y, en los dos lunetos laterales, estaban La Natividad —luneto derecho— y La Anunciación —luneto izquierdo— poniendo de relieve la íntima relación entre la misericordia de la Virgen y su entronización en el Cielo.

### Retablo principal
El retablo mayor está realizado en madera dorada. El arco principal tiene columnas corintias de orden colosal a cada lado, capiteles jónico-dóricos en el arco central y molduras dóricas en el remate. El lienzo de La expulsión de los mercaderes tiene un retablo al fondo, muy parecido a éste de Illescas. En el frontón triangular —sobre el cuerpo principal— estaba colocado el lienzo de La Virgen de la Caridad y, a cada lado, había las estatuas de la Fe y de la Esperanza. De esta manera, el retablo estaba coronado por las virtudes teologales —atributos de la Virgen— centrando la atención del espectador en la dedicación del santuario.
La colocación de un sencillo ático en el frontón partido recuerda al retablo principal de los Retablos de la Capilla de San José, aunque los dos retablos son bastante diferentes. En cambio, tiene más elementos de contacto con el frontispicio de I quattro libri dell'architettura de Palladio —del año 1570— específicamente en la ubicación de un cuerpo superior dentro de un frontón partido, en cuyos lados hay dos figuras alegóricas. También el Greco siguió a Palladio en su uso del orden corintio de orden gigante, y del entablamento como división. Difiere de aquel esquema en que el Greco agrupó las columnas corintias de tres en tres, logrando un efecto audaz y monumental, inusual en los retablos de la época.

#### Camarín de la Virgen
Detrás de la figura de la Virgen hay un pequeño camarín, muy simple, casi cuadrado (2,92 x 2,99 m. y 3,04 x 3,35 de alto). Las pilastras dóricas que soportan el friso y las molduras de la repisa, así como el recurso de introducir pilastras en cada uno de los cuatro lados, también aparecen en el presbiterio de la iglesia. Esto sugiere que el camarín, así como un pequeño ante-camarín, formaban parte del proyecto de Nicolás de Vergara el Mozo, anterior al diseño del Greco, y posiblemente realizados entre 1592 y 1600. Las pinturas de las paredes del techo están fechadas en 1712, pero mal restauradas en fechas recientes. Las decoraciones del nicho que rodea la estatua de la Virgen son también obra de la misma mano.

### Paredes laterales
El Greco ideó un interesante programa iconográfico para las paredes laterales del presbiterio, que complementaba el simbolismo de las pinturas de la bóveda. En ambas paredes, colocó sendos nichos de orden toscano, con un entablamento partido de estuco pintado imitando mármol, un recurso frecuente en el Manierismo. La estatua de Simeón —en la hornacina del lado izquierdo— portaba una filacteria con una cita del evangelio de Lucas que menciona uno de los siete dolores de María, relacionada con La Anunciación, situada encima.  La estatua del profeta Isaías —en el nicho del lado derecho— llevaba una filacteria con la cita del libro de Isaías que cita uno de los siete gozos de María, relacionado con la La Natividad, situada encima.

## Retablos laterales en el transepto
Además de las obras del presbiterio, el Greco diseñó los dos retablos laterales interiores y los dos retablos laterales exteriores de la nave del transepto. Seguramente el San Ildefonso, del retablo exterior izquierdo, es anterior a las obras del presbiterio. En un retablo del lado derecho, Gaspar de Jesús María en 1709 cita unos "Desposorios de la Virgen", que no puede ser Los desposorios de la Virgen ( Bucarest) porqué ni sus dimensiones están de acuerdo con el retablo correspondiente, ni el estilo coincide con el resto de las obras. En todo caso, aquel lienzo ya había desaparecido en 1800. Los retablos laterales exteriores están bien conservados, pero los interiores han sido bastante distorsionados, aunque conservan su estructura original.
Estos retablos son mucho más simples que los del presbiterio. A diferencia de otros retablos similares del Greco, no están coronados por un frontón, sino por un simple entablamento. Los dos retablos laterales exteriores están flanqueados por columnas jónico-dóricas, mientras que los dos interiores están flanqueados por columnas corintias. Ponz habla de seis retablos, pero los que podrían estar en las paredes del presbiterio —entre los cuatro existentes— no existen actualmente.
Sobre cada uno de los cuatro retablos hay un marco rectangular para un lienzo, pero sin relación directa con el retablo. En la parte superior de cada marco hay un frontón con una guirnalda y un Sol radiante, pero no se sabe si formaban parte del proyecto original, o si son posteriores. Un diseño similar se encuentra en la Biblioteca Laurenciana, que el Greco podría haber conocido y dibujado, aunque también podría ser una idea original suya.

## Estado actual del complejo
Aunque el complejo se conserva en una relativa integridad, el proyecto original ha sido muy alterado. Varios elementos han sido cambiados de lugar, otros han sido destruidos o substituidos por copias, no siempre ubicadas en su lugar original. A principios del siglo XX, Cossío denunció que una restauración desafortunada había dañado el conjunto. Las estatuas y la arquitectura habían sido totalmente doradas, el aspecto primitivo se había perdido, y los lienzos de la bóveda y de los lunetos habían sido arrancados y trasladados a la sacristía. La pintura del ático había sido trasladado al retablo del lado izquierdo, y las estatuas de las hornacinas laterales, y las paredes del presbiterio habían sido pintadas con poco acierto. Las estatuas de Fe y Esperanza fueron destruidas durante la guerra civil española, y reemplazadas posteriormente por copias, mientras que las de las hornacinas laterales se perdieron definitivamente.

### Lienzos del Greco en el proyecto original, y su situación actual
Los cinco lienzos del maestro cretense se conservan en bastante buen estado, aunque cuatro están fuera de la ubicación original. Los siguientes enlaces proporcionan información sobre estos lienzos:
1. La Virgen de la Caridad; originalmente en el ático central del retablo, entre las estatuas de la Fe y la Esperanza; actualmente en el retablo lateral exterior derecho;
2. La Anunciación; originalmente en el luneto izquierdo; actualmente en el museo de la sacristía;
3. La Natividad; originalmente en el luneto derecho; actualmente en el museo de la sacristía;
4. La coronación de la Virgen; originalmente coronando la bóveda en el retablo central; actualmente en el museo de la sacristía;
5. San Ildefonso: retablo lateral exterior izquierdo; permanece in situ.

### Esculturas del Greco en el proyecto original, y su situación actual
1. La Fe; Situada sobre el frontón del cuerpo principal del retablo, a la izquierda de La Virgen de la Caridad (El Greco) Destruida durante la Guerra civil española y substituida por una copia;
2. La Esperanza; Situada sobre el frontón del cuerpo principal del retablo, a la derecha de dicho lienzo. Destruida durante la Guerra civil española y substituida por una copia;
3. El profeta Isaías; En la hornacina de la pared lateral del presbiterio, Lado de la epístola. Destruida durante la guerra civil española;
4. El anciano Simeón; En la hornacina de la pared lateral del presbiterio, Lado del evangelio. Destruida durante la guerra civil española;